# Lilltjärnen (Offerdals socken, Jämtland, 703574-142149)
Lilltjärnen är en sjö i Krokoms kommun i Jämtland och ingår i Indalsälvens huvudavrinningsområde.